# Acryptolaria norfolkensis
Acryptolaria norfolkensis is een hydroïdpoliep uit de familie Lafoeidae. De poliep komt uit het geslacht Acryptolaria. Acryptolaria norfolkensis werd in 2010 voor het eerst wetenschappelijk beschreven door Peña Cantero & Vervoort. 